# Ub (Serbien)
Ub (serbisch-kyrillisch Уб) ist eine Kleinstadt im Okrug Kolubara in Serbien. Der Verwaltungssitz der Opština Ub hat rund 6000 Einwohner.
Ub liegt an dem Fluss Ubača (Abzweigung des Flusses Save) am Fuße der Berge vom Skigebiet „Divcibare“.

## Lage

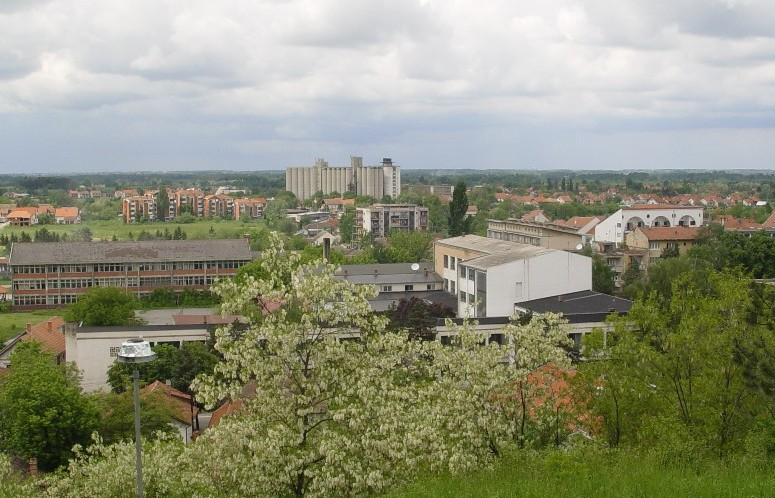
Panoramafoto von Ub

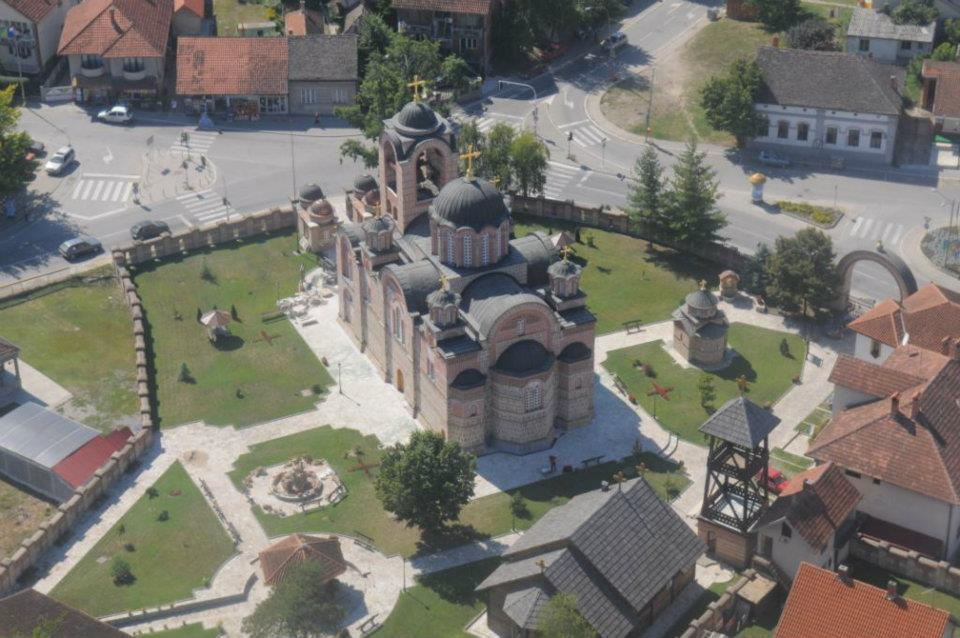
Vogelperspektive der Kirche in Ub

Zur Nationalstraße 22 (E 763 von Belgrad nach Bijelo Polje) im Osten sind es etwa 20 km. Nach Koceljeva und Druzetić im Westen sind es jeweils 10 km und Valjevo im Südwesten ist 20 km entfernt.
Der nächste internationale Flughafen Nikola-Tesla-Flughafen Belgrad liegt etwa 45 km entfernt.
Die neue Autobahn „Milos Veliki“ ist an der Stadt und somit hat es eine perfekte Anbindung Beograd(SRB)-Bar(MNE).

## Geschichte
Vorgeschichtliche Spuren zeugen von einer frühen Besiedelung der Gegend um Ub. So fand man bei Trlica, Kalinovac und Brgule Überreste der Vinča-Kultur (ca. 5000 v. Chr.). Nahe dem Dorf Čučuge entdeckte man Gegenstände aus der Bronzezeit.

## Namensherkunft
Der Legende nach ist das Wort „Ub“ eine Ableitung vom lateinischen Wort „urbs“ = „Ort“.
Nach altslawischen Legenden wurde der Ort in der Regierungszeit des Fürsten Kocelj gebaut und nach seinem Bruder Slavoljub benannt. Im Laufe der Zeit wurde der Name auf „Ub“ verkürzt.

## Wirtschaft
Es gibt mehrere Minen und Ressourcen-Zentren von Kohle (Radljevo Feld – 344 Mio. Töne, Zvizdar Feld – 280 Mio. Töne), Lehm, Sand, Stein und Kalkstein. Der größte Hersteller von Quarzsand in Serbien ist „Kopovi ad“ mit einer Gesamtproduktion von über 400.000 Tonnen pro Jahr. Die Gemeinde Ub ist der größte Lieferant von qualitativ hochwertigem Ton in Serbien.

## Sport
Der Fußballverein FK Jedinstvo Ub wurde 1920 gegründet. Dort spielte auch schon der jugoslawische Fußballer Dragan Džajić. Ub stellt auf der World Tour im 3x3-Basketball ein erfolgreiches Team.

## Stadtfeste
- Sommer Open Stage „Ub Nächte“ (Juli – August)
- International Photography Nature (Oktober)

## Bekannte Persönlichkeiten aus Ub
- Ratko Čolić (1918–1999), Fußballspieler
- Dragan Džajić (* 1946), Fußballspieler
- Stanko Subotić (* 1959), Geschäftsmann
- Nemanja Matić (* 1988), Fußballspieler
- Radosav Petrovic (* 1989), Fußballspieler
- Nemanja Maksimović, Sänger